# Вімблдонський турнір 1878
Вімблдонський турнір 1878 — 2-й розіграш Вімблдону. Турнір проходив з 15 до 20 липня в єдиному розряді - чоловічому одиночному. У турнірі взяли учать 34 спортсмени, не включаючи Спенсера Гора. Він на правах чинного чемпіону повинен був захищати титул у Челендж-раунді, суперником у якому йому мав стати переможець Фіналу всіх охочих. Фінал усіх охочих виграв Френк Гедоу у Л.Р. Ерскіна із рахунком 6-4, 6-4, 6-4. У Челендж-раунді він переміг Гора із рахунком 7-5, 6-1, 9-7. За цим матчем спостерігали 700 глядачів.

## Чоловіки, одиночний розряд

### Фінал
Френк Гедоу переміг  Спенсера Гора, 7–5, 6–1, 9–7.
- Це був єдиний титул Гедоу на турнірах Великого Шолома.

### Фінал усіх охочих
Френк Гедоу переміг  Л.Р. Ерскіна, 6–4, 6–4, 6–4.